# Museo europeo degli studenti
Il Museo Europeo degli Studenti, chiamato anche con l'acronimo di MEUS, è un museo situato a Bologna nei pressi di Palazzo Poggi in via Zamboni.
Il museo fa parte del Sistema Museale d'Ateneo (SMA) in seno all'Università degli Studi di Bologna.
Il museo, che è dedicato alla storia degli studenti, espone materiale documentale inerente alla figura dello studente e la sua evoluzione nelle varie università europee nel corso dei secoli. Inoltre la struttura museale svolge anche la funzione di biblioteca e archivio storico. Le opere e i manufatti in mostra provengono da acquisti presso antiquari e fondi archivistici, ma soprattutto da donazioni effettuate da varie città europee, che coprono un arco temporale compreso tra il XIII secolo e il 1968.